# مايتي أندرو
مايتي أندرو (بالإسبانية: Maite Andreu)‏ مواليد 26 يناير 1971 في ألمورادي، إسبانيا، هي لاعبة كرة يد إسبانية. مثلت منتخب إسبانيا لكرة اليد للسيدات. شاركت في دورة الألعاب الأولمبية الصيفية سنة 2004.

## روابط خارجية
- مايتي أندرو على موقع الاتحاد الأوروبي لكرة اليد (الإنجليزية)
- مايتي أندرو على موقع اللجنة الأولمبية الدولية (الإنجليزية)
- مايتي أندرو على موقع أوليمبيديا (الإنجليزية)